# 상당구 (창즈시)

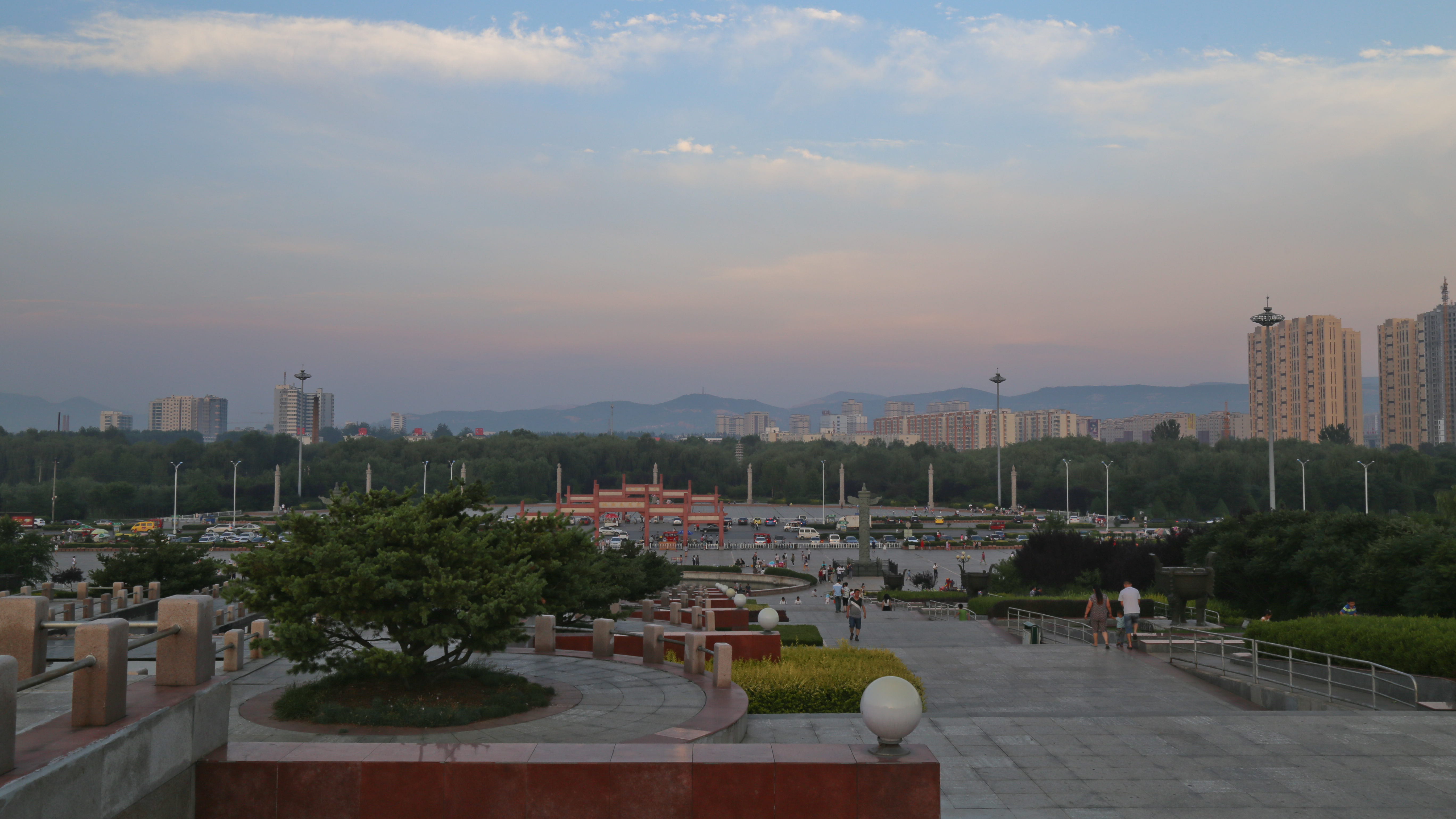

상당 구(한국어: 상당구, 중국어: 上党区, 병음: Shàngdǎng Qū)는 중화인민공화국 산시성 창즈시의 행정 구역이다. 넓이는 483km2이고, 인구는 2007년 기준으로 330,000명이다.

## 행정 구역
4개 진, 6개 향을 관할한다.
- 진: 韩店镇, 苏店镇, 萌城镇, 西火镇, 八义镇, 贾掌镇
- 향: 郝家庄乡, 西池乡, 北呈乡, 东和乡, 南宋乡